# Aotus ericoides
Aotus ericoides är en ärtväxtart som först beskrevs av Étienne Pierre Ventenat, och fick sitt nu gällande namn av George Don jr. Aotus ericoides ingår i släktet Aotus och familjen ärtväxter. Inga underarter finns listade i Catalogue of Life.

## Bildgalleri

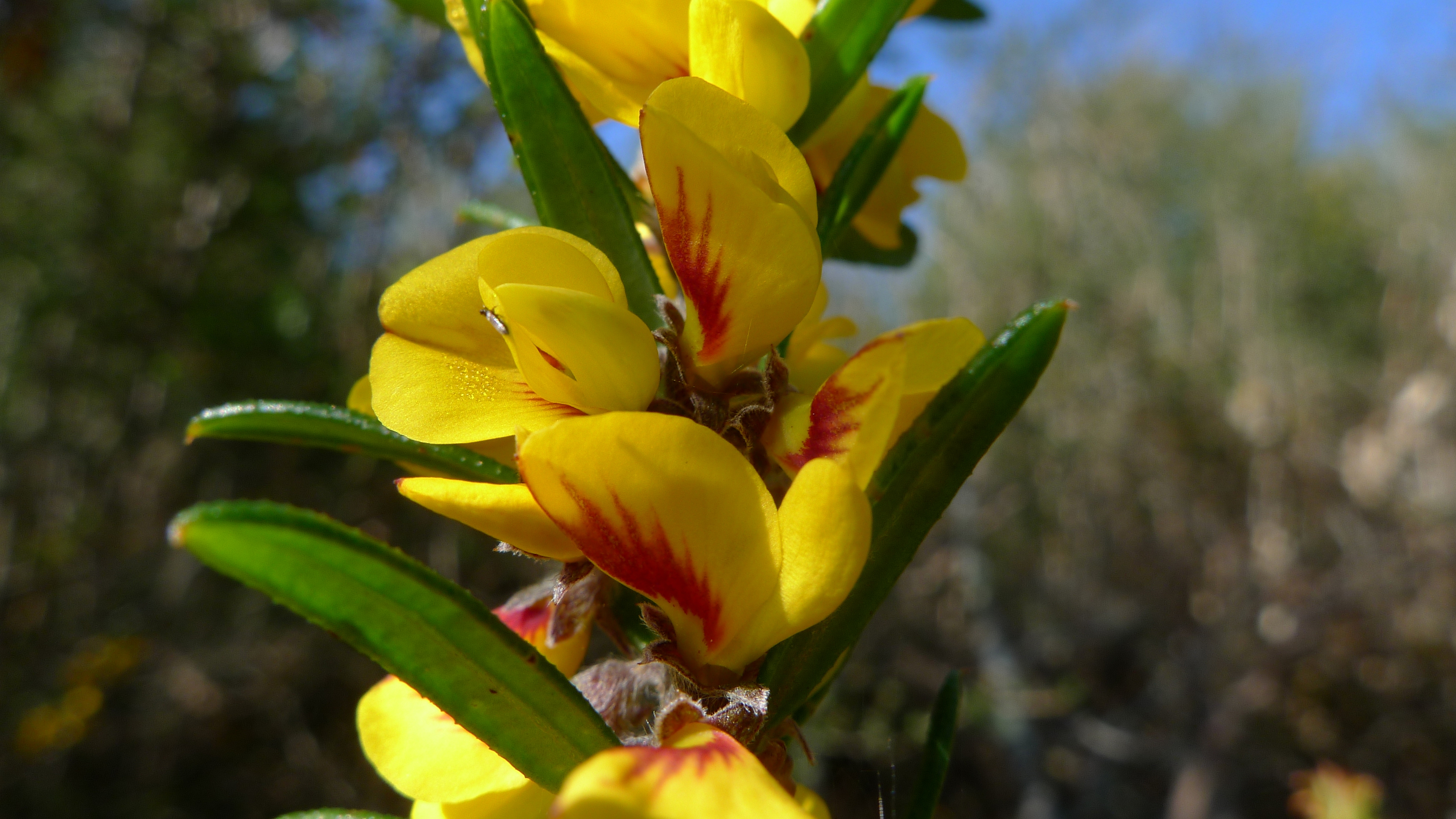